# Scorpio Rising (film)
Pour les articles homonymes, voir Scorpio Rising.
Pour plus de détails, voir Fiche technique et Distribution.
Scorpio Rising est un court métrage expérimental américain réalisé par Kenneth Anger et sorti en 1963.

## Synopsis
Les thèmes abordés dans Scorpio Rising incluent l'occultisme, la culture motocycliste, le catholicisme et le nazisme. Le film aborde également le culte des icônes rebelles de l'époque comme James Dean et Marlon Brando. Comme dans de nombreux films de Kenneth Anger, il n'y a pas de dialogue ; ici,les dialogues sont remplacés par une bande originale dominante composée de titres de la musique populaire des années 1950 et 60, comme les chansons de Ricky Nelson, Elvis Presley ou encore Ray Charles.

## Fiche technique
- Réalisation, montage et photographie : Kenneth Anger
- Scénario : Kenneth Anger et Ernest D. Glucksman
- Production : Ernest D. Glucksman et Arthur P. Schmidt
- Musique originale : Jack Brooks et David Raksin
- Direction artistique : Jeremy Kay
- Durée : 28 minutes
- Date de sortie : 
  - États-Unis : 29 octobre 1963
  - France : 7 avril 1973

## Distribution
- Ernie Allo : Joker (non crédité)
- Bruce Byron (en) : Scorpio (non crédité)
- Frank Carifi : Leo (non crédité)
- Steve Crandell : Blondie (non crédité)
- Johnny Dodds : Kid (non crédité)
- Bill Dorfman : Back (non crédité)
- Nelson Leigh : Jésus Christ (non crédité)
- John Palone : Pinstripe (non crédité)
- Barry Rubin : Fall Guy (non crédité)
- Johnny Sapienza : Taurus (non crédité)

## Sortie
Scorpio Rising est sorti pour la première fois en octobre 1963 au Gramercy Arts Theater à New York.
Lorsque le film a été projeté dans un cinéma d'art à Los Angeles, le Parti nazi américain protesta en se basant sur le fait que le film insultait leur drapeau. La police fut finalement appelée et le directeur du cinéma fut arrêté pour obscénité publique et la projection du film fut stoppée. L'affaire fut jugée à la Cour Suprême de Californie en faveur de Kenneth Anger. Kenneth Anger s'explique dans cette interview :

« When Scorpio Rising was — we've forgotten, in a sense, that it was a groundbreaker, legally. Because there are only a few flashes of nudity, genitalia, whatever in the film, I mean, they're very, very short and, if you blink, you won't even see them. At any rate, when it was shown, at the Cinema — it was called the Cinema on Western Avenue in Hollywood — the premiere run, someone denounced it to the Hollywood vice squad and they raided the theater and took the print. And the case had to go to the California Supreme Court to be freed and then it became, like, a landmark case of redeeming social merit. That was the phrase that was used to justify that it wasn't pornography. And, indeed, there's nothing pornographic about it. Somebody had to break the ice and have that kind of case at that time to establish the freedom, because, before then, the police could seize anything they wanted to. What I was doing on the West Coast, Jack Smith was doing on the East Coast with Flaming Creatures. The two films happened at about the same time". »

## Bande originale
1. Ricky Nelson - Fools Rush In (Where Angels Fear to Tread)
2. Little Peggy March - Wind-Up Doll
3. The Angels - My Boyfriend's Back
4. Bobby Vinton - Blue Velvet
5. Elvis Presley - (You're the) Devil in Disguise
6. Ray Charles - Hit the Road Jack
7. Martha Reeves and the Vandellas - (Love Is Like A) Heat Wave
8. The Crystals - He's a Rebel
9. Claudine Clark - Party Lights
10. Kris Jensen - Torture
11. Gene McDaniels - Point of No Return
12. Little Peggy March - I Will Follow Him
13. Surfaris - Wipe Out
14. The Shangri-Las - Leader of the Pack

## Critique
Scorpio Rising fut apprécié des critiques de la Côte Ouest lors de sa première sortie. Lorsque le film a été projeté à New York en 1964, il a également recueilli des commentaires positifs des journaux The New Yorker, Variety and Newsweek.
Nora Sayre du The New York Times examina le film en 1975 disant : « Assez bizarre, les références aux années 50, qui semblent vieillies et plutôt lourdes en 1965, ne font pas apparaître le film comme démodé aujourd'hui. Certes, on l'a vu dans un malheureux contexte drapé dans la mystique de l'underground, quand de nombreux films de qualité inférieure emploient des images similaires comme la juxtaposition du Christ et des jeunes hommes dans le vent, ou des gros plans de crânes en tout genre. Mais après plus d'une décennie de formation en comédies, on peut aujourd'hui savourer la fraîcheur insolente de "Scorpio", ».

## Autour du film
- Scorpio Rising est le titre du cinquième titre du troisième album de Adam Ant, Vive Le Rock. Les paroles tournent autour de "Scorpio".
- le troisième album du groupe britannique Death in Vegas s'est inspiré du film pour son nom.
- La vidéo pour Her Fantasy de Matthew Dear, réalisé par Tommy O'Haver est un hommage à Scorpio Rising.

### Revue de presse
- José Pena, « Scorpio Rising », Téléciné no 126, Paris, Fédération des Loisirs et Culture Cinématographique (FLECC), décembre 1965, p. 44-45,  (ISSN 0049-3287)